# Lizzie McGuire
Lizzie McGuire è una serie televisiva americana prodotta e trasmessa da Disney Channel. La serie conta 65 episodi, distribuiti in due stagioni. Alla conclusione della serie, Hilary Duff e il resto del cast, prima di abbandonare del tutto i loro personaggi, hanno girato il film Lizzie McGuire - Da liceale a popstar (in cui però non appare Miranda).
La serie raggiungeva oltre 2,3 milioni di spettatori per episodio e divenne il punto di svolta per la carriera dell'allora giovanissima Hilary Duff. Divenne popolarissima tra i ragazzi dai 10 ai 17 anni e Richard Huff del New York Daily News la definì una "versione moderna" di Annette Funicello.
La serie in Italia è stata trasmessa in chiaro su Italia 1, con i primi 55 episodi che sono stati mandati in onda tra l'aprile e il giugno 2003. I restanti episodi sono stati invece trasmessi in modo irregolare tra il 2006 e il 2008, concludendosi il 4 luglio di quest'ultimo anno. Essa fu in seguito ritrasmessa integralmente sempre su Italia 1 a partire dal 25 gennaio 2009.
Ad agosto 2019 è stato annunciato un revival della serie che avrebbe dovuto debuttare sulla nuova piattaforma Disney+. Il 17 dicembre 2020, tramite un post su Instagram, Hilary Duff annuncia la cancellazione del revival.

## Trama
La serie parla di Lizzie McGuire e delle sue avventure alla scuola media con i suoi due migliori amici, Miranda e Gordo. Le loro avventure variano dai problemi con un'insegnante a quelli di anoressia. Nonostante Lizzie e Gordo siano solo amici hanno sempre sentito una certa attrazione l'uno verso l'altra. Tutti e due conoscono ogni cosa della vita dell'altro: si conoscono da quando Lizzie aveva un giorno. Nonostante ciò mantengono solo un rapporto di amicizia. Comunque Lizzie, a volte, dà a vedere che è un po' innamorata di Gordo. A complicare la vita a Lizzie ci sono suo fratello Matt e la sua ex migliore amica Kate, che Lizzie continua ad aiutare anche se la tratta male. Ma per fortuna Matt ha un amico, Lanny, con cui giocare, e Melina una compagna di guai, altrimenti per Lizzie la vita sarebbe veramente più difficile di quello che già é.

## Episodi
La serie, che ha lanciato la carriera cinematografica e discografica di Hilary Duff, è divenuta molto celebre negli Stati Uniti quanto in Italia ed è stata trasmessa in anteprima assoluta dal network satellitare Disney Channel, stesso canale della trasmissione americana. In seguito è stata trasmessa in chiaro su Italia 1.
| Stagione         | Episodi | Prima TV originale | Prima TV Italia |
| ---------------- | ------- | ------------------ | --------------- |
| Prima stagione   | 31      | 2001-2002          | 2003            |
| Seconda stagione | 34      | 2002-2004          | 2003-2008       |

## Personaggi

### Personaggi principali
- Elizabeth Brooke "Lizzie" McGuire, interpretata da Hilary Duff, doppiata da Perla Liberatori.
 Il personaggio che dà il nome alla serie. Frequenta la settima e l'ottava classe. È una ragazza come le altre, dolce, sognatrice, timida e sensibile, pronta a sfoderare gli artigli per difendere i suoi amici. Cerca sempre di far colpo su Ethan finché non si renderà conto di aver un amico speciale. Ha talento per la ginnastica ritmica, anche se dice chiaramente che quella non è la cosa che vuole davvero fare nella vita. Ama gli animali e probabilmente il suo futuro mestiere sarà legato al mondo animale. La sua migliore amica è sempre stata Kate, ma da quando lei è cambiata la sua migliore amica è diventata Miranda. Indossa sempre infradito alte in gomma.
- Miranda Isabella Sanchez, interpretata da Lalaine, doppiata da Letizia Ciampa.
 La migliore amica di Lizzie che ha origini messicane. Simpatica e loquace, è la ribelle del gruppo, ma alla fine Lizzie la riconduce sempre sui suoi passi. Le sue passioni sono la musica e il canto, ma soprattutto in quest'ultimo dimostra di avere molto talento. In alcune puntate sembra avere una cotta per Ethan Craft. Ha una sorella minore di nome Stevie.
- David Zephyr "Gordo" Gordon, interpretato da Adam Lamberg, doppiato da Alessio De Filippis.
 Il migliore amico di Lizzie sin dall'infanzia. È solito fare del sarcasmo, ma sa dare ottimi consigli. È molto intelligente ed è bravissimo a scuola, specialmente nelle materie scientifiche, per le quali è particolarmente dotato, ha la passione di girare video e spesso Lizzie e Miranda si rivolgono a lui per farsi dare dei consigli sui compiti e sullo studio. Innamorato di Lizzie, non ha mai il coraggio di rivelarle i suoi sentimenti.
- Matthew Douglas "Matt" McGuire, interpretato da Jake Thomas, doppiato da Flavio Aquilone (st. 1) e da Alessio Nissolino (st. 2).
 Il fratello minore di Lizzie. È una peste e ne combina sempre di tutti i colori. Ha un migliore amico di nome Lanny che non parla, ma tra loro sembrano intendersi anche senza le parole.
- Joanne "Jo" McGuire, interpretata da Hallie Todd, doppiata da Antonella Rinaldi.
 La madre di Lizzie. Prova sempre a rendere migliore la vita di Lizzie, ma il risultato è che mette sempre in imbarazzo la figlia.
- Samuel "Sam" McGuire, interpretato da Robert Carradine, doppiato da Massimo Rossi.
 Il padre di Lizzie. Cerca sempre di far sentire tutti di ottimo umore, ma è un adorabile imbranato, complice dei figli. Il suo hobby è dipingere nani da giardino.

### Personaggi secondari
- Katherine "Kate" Sanders, interpretata da Ashlie Brillault, doppiata da Claudia Pittelli.
 La ragazza più popolare della scuola di Lizzie. Un tempo erano migliori amiche, ma da quando è diventata una cheerleader ha iniziato a snobbarla tanto da diventare acerrime rivali. Kate cerca sempre di rendere la vita di Lizzie impossibile, ma riesce sempre a cavarsela e a volte anche a capovolgere la medaglia.
- Ethan Craft, interpretato da Clayton Snyder, doppiato da Daniele Raffaeli.
 Il ragazzo più bello di tutta la scuola, per cui Lizzie, Miranda e il resto delle ragazze stravedono. Non è un tipo molto sveglio, ma è sempre gentile e socievole con tutti.
- Lawrence "Larry" Tudgeman, interpretato da Kyle Downes Jr., doppiato da Paolo Vivio.
 Un tipo stravagante, quello che potrebbe essere definito un nerd, che va a scuola con Lizzie e che si veste sempre allo stesso modo. È un tipo misterioso e sogna di diventare un agente segreto. Una volta era innamorato di Lizzie; Una volta sono anche usciti insieme, ma tra loro non ha funzionato così hanno deciso di rimanere buoni amici. Inoltre Larry ha una cotta per Kate, ma lei lo ripudia.
- Claire Miller, interpretata da Davida Williams.
 La migliore amica di Kate che sa essere ancora più meschina di lei. Anche lei è una cheerleader che odia Lizzie e i suoi amici.
- Lanny Onasis, interpretato da Christian Copelin.
 Un ragazzino di colore che è un compagno di classe oltre che migliore amico di Matt (e qualche volta lo aiuta a fare scherzi a Lizzie). Durante la serie non parla mai, ma Matt non sembra avere affatto problemi a comunicare con lui, intendendo sempre quello che pensa senza che abbia bisogno di dire nulla. In un episodio si scopre che è un discendente diretto di Crispus Attucks.
- Melina Bianco, interpretata da Carly Schroeder.
 Coetanea di Matt. Spesso si dimostra molto cattiva con lui incolpandolo sempre per cose che non ha fatto ma in realtà Melina fa così solo perché le piace Matt. Successivamente infatti riusciranno anche a fidanzarsi.
- Digby "Digg" Sellers, interpretato da Arvie Lowe Jr..
 Il supplente della classe di Lizzie, Miranda e Gordo; è molto eccentrico ed è un ottimo attore (è stato il maestro di Frankie Muniz come si può notare in un episodio) e riesce sempre a spaventare Lizzie. In un episodio diventa il miglior amico del padre di Lizzie.

### Alter ego di Lizzie
L'alter ego di Lizzie è l'unico personaggio animato della serie. Rappresenta i pensieri, le emozioni e qualche volta brutti pensieri di Lizzie. La serie non è la prima ad usare un'animazione per rappresentare le sensazioni, i sentimenti, i pensieri e le emozioni di un personaggio: per esempio, Student Bodies è una serie basata sulla vita di un personaggio animato del giornale della scuola spesso usato dagli artisti per le caricature degli amici che mostrano i sentimenti e i pensieri interiori.
L'alter ego di Lizzie, nella versione in lingua originale, ha la voce di Hilary Duff.

## Ospiti speciali
La serie ha potuto vantare alcuni ospiti speciali come Zachary Quinto, Orlando Brown, Dabbs Greer, Aaron Carter, Kyla Pratt, Frankie Muniz, David Carradine, Haylie Duff, Steven Tyler, Sara Paxton, Phill Lewis, Andrew McFarlane, Joey Zimmerman, Doris Roberts, Sean Marquette, Raja Fenske, Greg Baker, Craig Anton e Erik Estrada.

## Sigla
La sigla iniziale si chiama "We'll Figure It Out" ed è cantata da Angie Jaree. Il brano è presente nella colonna sonora della serie, uscita nel 2002 e distribuita dalla Walt Disney.

## Film
Il 2 maggio 2003, negli Stati Uniti d'America ed in seguito in Italia, è uscito il film Lizzie McGuire - Da liceale a popstar, basato sulla serie televisiva. Il film racconta del viaggio di Lizzie e i suoi amici in Italia, e di come lei, una volta arrivata a destinazione (la Città Eterna) incontri il bellissimo e famoso cantante Paolo. Lui è in coppia con una popstar, Isabella, identica a Lizzie, e fra intrighi, sotterfugi, romani, avventure, risate, lacrime e una storia d'amore la nostra protagonista si finge l'altra per una sera, all'IMVA.

## Spin-off
What's Stevie Thinking? è lo spin-off della serie Lizzie McGuire, che avrebbe dovuto raccontare le avventure dell'adolescente Stevie Sanchez (Selena Gomez), sorella di Miranda Sanchez, una delle protagoniste della serie originale, e dei loro genitori, Edward e Daniella Sanchez, che vivono la loro nuova vita in Australia. La serie, però, non vide mai la luce e fu accantonata prima della messa in onda dell'episodio pilota.

## Revival
Il 24 agosto 2019 è stato annunciato un revival della serie per il servizio streaming di proprietà della Disney, ovvero Disney+, previsto per il 2020.
A febbraio 2020, poco dopo l'inizio della produzione del revival, sono emerse le prime controversie legate alla realizzazione di esso: il 29 febbraio Hilary Duff ha comunicato, attraverso un post su Instagram, che sono nate delle divergenze creative tra il team di produzione della serie (tra cui la creatrice dello show originale, Terri Minsky) e la piattaforma di distribuzione. Pare infatti che il team creativo, insieme alla Duff stessa, fosse deciso a realizzare un prodotto indirizzato ad un target più adulto rispetto a quello della serie originale, in linea con l'età dei protagonisti ormai trentenni su cui il revival si sarebbe basato. Il CEO di Disney Bob Chapek non ha apprezzato l'idea, tanto da escludere dal progetto la Minsky dopo la realizzazione dei primi due episodi. "Ero incredibilmente eccitata per il lancio di 'Lizzie' su Disney+, e lo sono ancora" ha scritto la Duff nel sopracitato post di Instagram. "Nonostante ciò, sento la grande responsabilità di onorare la relazione tra Lizzie e i fan che, come me, sono cresciuti con lei. Farei un errore a chiunque limitando le avventure reali di una trentenne sotto ad una classificazione PG. Per me è importante che, come sono state autentiche le sue esperienze adolescenziali, siano altrettanto reali quelle future"; l'attrice ha poi continuato auspicando ad un passaggio dello show da Disney+ ad Hulu, altra piattaforma di distribuzione streaming di proprietà della Disney che rilascia però contenuti rivolti a target più ampi: "Sarebbe un sogno se la Disney ci lasciasse spostare lo show su Hulu, se fossero interessati, così che io possa portare di nuovo in vita questo amato personaggio".
Nel dicembre 2020, dopo mesi di trattative, il progetto del revival è stato accantonato in maniera definitiva.

## Riferimenti alla serie
- In un episodio de I Simpson ("Milhouse of Sand and Fog"), 2005, il personaggio di Milhouse esclama: «Dolce Lizzie McGuire!».
- In un episodio precedente ("Co-Dependent's Day") Homer e Marge guardano Lizzie McGuire - Da liceale a popstar.
- In un episodio di Will & Grace, Grace guarda Lizzie McGuire - Da liceale a popstar mentre Will sta cercando di parlare.